# Deren (Dundgovi)
Le sum de Deren (mongol : ᠳᠡᠷᠡᠩ
ᠰᠤᠮᠤ, cyrillique : Дэрэн сум, MNS : Deren sum) est situé dans l'aïmag (ligue) de Dundgovi, en Mongolie. Sa population était de 2 408 habitants en 2007.